# Варан Мертенса
Варан Мертенса (лат. Varanus mertensi) — вид ящериц из семейства варанов, распространенный в Австралии. Назван в честь немецкого биолога Роберта Мертенса (1894—1975).

## Описание

### Внешний вид
Варан Мертенса может достигать в длину 160 см. У варана Мертенса длинный хвост (до 183 % длины тела от кончика морды до клоаки), который очень сильно сжат с боков и имеет высокий медиальный киль, что свидетельствует об адаптации к жизни в воде. Расположение ноздрей в верхней части морды также является признаком полуводного образа жизни. Расстояние между ноздрей и глазом приблизительно в два раза больше, чем расстояние между ноздрей и кончиком морды.
Основная окраска верхней части тела варана Мертенса — тёмно-оливковая или тёмно-коричневая, до чёрной. Многочисленные кремовые или бледно-жёлтые пятна, окруженные чёрными чешуйками, беспорядочно разбросаны по спине. Нижняя поверхность тела от белой до желтоватой с серыми пятнышками на горле и голубовато-серыми поперечными полосами на груди и брюхе. Горло светло-жёлтое. Узкая синеватая полоса проходит вдоль верхней челюсти, под ухом, вдоль шеи до плечевого пояса. Чешуя тела небольшая и гладкая. Вокруг середины туловища расположено 150—190 рядов чешуй. Чешуя хвоста немного килеватая и не образует правильных колец, так как чешуи на нижней стороне больше, чем на верхней.

### Распространение
Распространение варана Мертенса ограничено тропическим севером Австралии. Его ареал простирается с востока Западной Австралии на западе до западного Квинсленда (Кейп-Йорк) на востоке. Так как эти животные очень сильно связаны с водой, область распространения не является непрерывной.

### Образ жизни

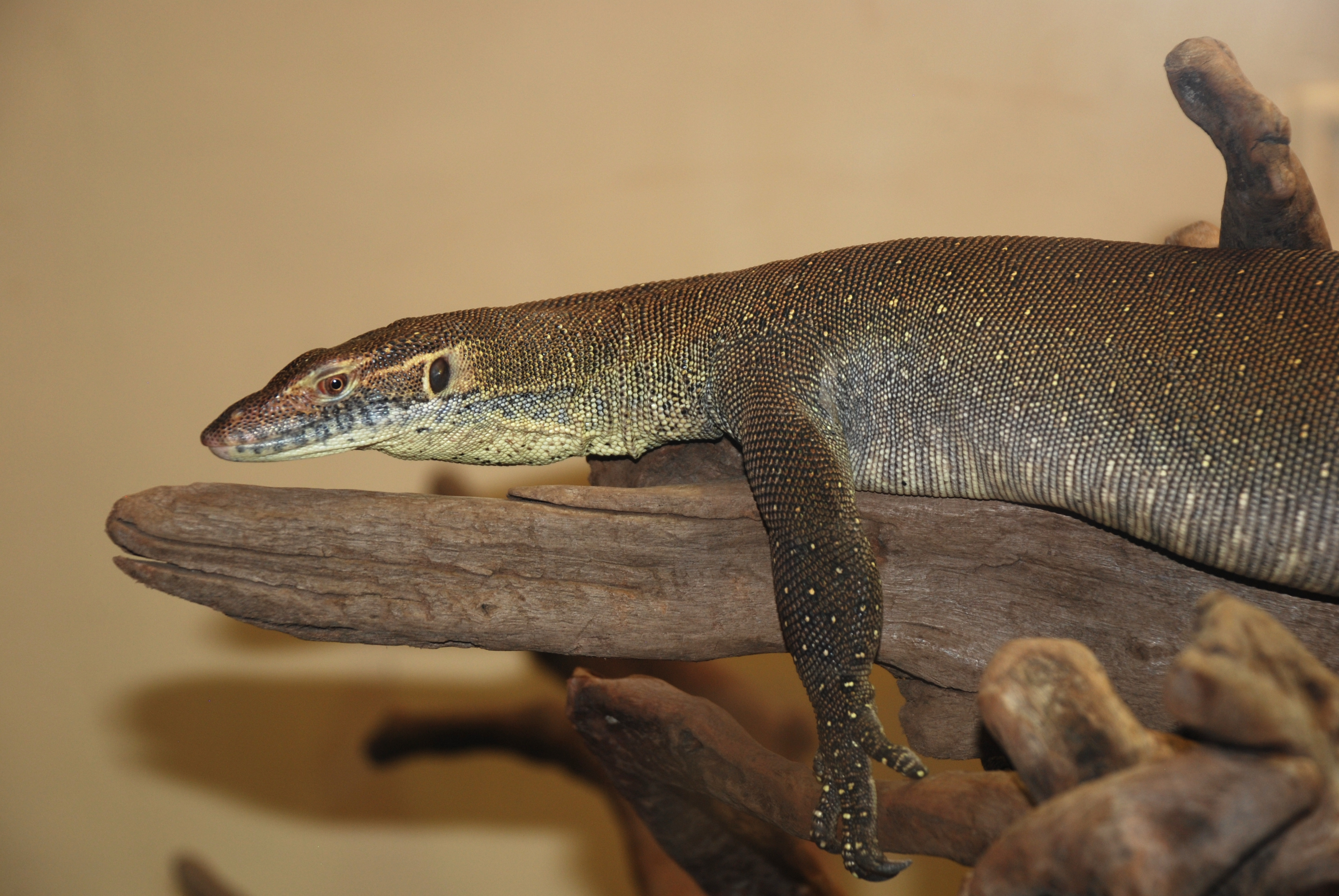

Большую часть времени варан Мертенса проводит в воде и редко отходит от неё больше чем на несколько метров. Эти вараны встречаются в скалистых ущельях, вдоль медленно и быстро текущих рек, рядом с водохранилищами, болотами, лагунами и биллабонгами. Часто симпатричны с гребнистыми крокодилами (Crocodylus porosus). Во время сезона дождей для них доступно гораздо больше местообитаний, и многие вараны в этот период перемещаются во временные водоемы. Иногда животные забираются на скалы или стволы деревьев, лежащие на берегу, для баскинга. Часто вараны греются на солнце, лежа в водяных растениях. При опасности ящерицы скрываются в воде. Могут оставаться под водой долгое время.
Важной адаптацией варана Мертенса к полуводному образу жизни является его способность сохранять активность при низкой температуре тела.
Как и другие крупные вараны, варан Мертенса может вставать на задние ноги, когда угрожает или участвует в ритуальном сражении.

### Питание
Большую часть пищи варан Мертенса добывает в воде. Он питается ракообразными (крабами, речными раками, креветками и бокоплавами), водными и наземными насекомыми (прямокрылыми, стрекозами, жуками и клопами) и их личинками, пауками, рыбой, лягушками, рептилиями, млекопитающими, а также яйцами птиц и черепах. Эти вараны собирают пищевые отходы среди мусора и, вероятно, едят падаль, когда представляется такая возможность.
Наблюдалось, как в устье реки в национальном парке Какаду варан Мертенса около 100 см длиной охотился на рыбу в мелком водоеме, используя изогнутый дугой хвост, чтобы загнать рыбу ближе к пасти, и хватал добычу сверху. Чтобы проглотить крупную добычу варан Мертенса вылезает на берег.

### Размножение
О размножении этого вида в дикой природе известно немного. Между самцами и самками нет заметных внешних различий. Вараны, содержавшиеся в наружных вольерах в Квинсленде, откладывали яйца в марте, закапывая их в гнездовой норе глубиной около 50 см. В основном размножение происходит в сухой сезон, но иногда может происходить в другое время года. В неволе были отмечены кладки содержащие до 14 яиц. Размер яиц 6x3,5 см. Новорожденные достигают 24—27 см в длину и весят около 24—28 г.

## Классификация
Varanus mertensi входит в состав подрода Varanus. Несмотря на иногда сильную изоляцию отдельных популяций, фенотип почти не меняется. Есть сведения, что вараны из области горы Иса в западном Квинсленде имеют более закругленное рыло, чем животные из западной части ареала. Подвидов не описано.